# Psilochorus rockefelleri
Psilochorus rockefelleri är en spindelart som beskrevs av Willis J. Gertsch 1935. Psilochorus rockefelleri ingår i släktet Psilochorus och familjen dallerspindlar. Inga underarter finns listade i Catalogue of Life.